# Fossieux
Fossieux település Franciaországban, Moselle megyében. Lakosainak száma 186 fő (2022. január 1.). Fossieux Arraye-et-Han, Ajoncourt, Aulnois-sur-Seille, Craincourt és Malaucourt-sur-Seille községekkel határos.

## Népesség
A település népességének változása:
| Lakosok száma | 118  | 113  | 141  | 163  | 179  | 213  | 219  | 200  | 191  | 186  |
|               | 1968 | 1982 | 1990 | 2006 | 2013 | 2015 | 2017 | 2019 | 2020 | 2022 |